# Yehuda Levi
Yehuda Levi (29 de junio de 1979, en hebreo יהודה לוי) es un actor y modelo israelí. Nació en Petaj Tikva y actualmente reside en Tel Aviv, sin embargo pasó la mayor parte de su infancia en Sudáfrica. Asistió al liceo Thelma Yellin y se graduó con honores.
En sus comienzos realizó numerosas series de televisión aunque actualmente su carrera está más centrada en el cine.

## Biografía
Nacido en Petaj Tikva (Israel), sus antepasados eran judíos asquenazíes provenientes de Polonia (por parte materna) y Bulgaria (por parte paterna).

## Filmografía
- The Schwartz Dynasty (2006) - co-star
- Múnich (2005)
- Medurat Hashevet (2004)
- Yossi & Jagger (2002)
- Zolgot Hadma'ot Me'atzman (1996)

- Datos: Q1333311
- Multimedia: Yehuda Levi / Q1333311